# Graham Branch
Graham Branch, angleški nogometaš, * 12. februar 1972, Liverpool, Anglija, Združeno kraljestvo.